# Ԯ
La El con descendiente (Ԯ ԯ; cursiva: Ԯ ԯ) es una letra de la escritura cirílica.
Se usa en los idiomas itelmen y khanty, donde representa la fricativa lateral alveolar sorda /ɬ/.
Hasta el lanzamiento de Ԯ en Unicode 7.0, las letras Ӆ o Ԓ se han utilizado como alternativa a Ԯ, Como una N con descendiente ( )

## Códigos informáticos
| Carácter      | Ԯ                                            | Ԯ                                            | ԯ                                            | ԯ                                            |
| ------------- | -------------------------------------------- | -------------------------------------------- | -------------------------------------------- | -------------------------------------------- |
| Unicode       | LETRA MAYÚSCULA CIRÍLICA EL CON DESCENDIENTE | LETRA MAYÚSCULA CIRÍLICA EL CON DESCENDIENTE | LETRA MINÚSCULA CIRÍLICA EL CON DESCENDIENTE | LETRA MINÚSCULA CIRÍLICA EL CON DESCENDIENTE |
| Codificación  | decimal                                      | hex                                          | decimal                                      | hex                                          |
| Unicode       | 1326                                         | U+052E                                       | 1327                                         | U+052F                                       |
| UTF-8         | 212 174                                      | D4 AE                                        | 212 175                                      | D4 AF                                        |
| Ref. numérica | &#1326;                                      | &#x52E;                                      | &#1327;                                      | &#x52F;                                      |